# Yuri Kane
Yuri Kane, właśc. Jurij Wierieszczak (ros. Юрий Верещак), ur. 22 maja 1975 w Krasnojarsku – rosyjski producent i DJ muzyki trance.

## Kariera
Jesienią 2009 Yuri Kane zadebiutował na scenie muzyki trance utworem zatytułowanym Right Back. Produkcja była wspierana przez wielu DJ-ów, w tym Pete'a Tonga z BBC Radio 1, a w największej rosyjskiej rozgłośni radiowej Record utrzymywała się przez ponad 20 tygodni w zestawieniu Record Super Chart. Right Back został uznany za najlepszy utwór roku 2010 w audycji radiowej A State of Trance prowadzonej przez Armina van Buurena i otrzymał tytuł A State of Trance Tune Year 2010 pokonując 1013 innych utworów ubiegających się o tę nagrodę.
Inspirowany wsparciem otrzymanym po stworzeniu swojego pierwszego hitu, Yuri Kane wykonał kolejny utwór. Piosenka Daylight z udziałem kanadyjskiej wokalistki Melissy Loretty została numerem 1 w amerykańskim iTunes Store. Utwór wspierali Judge Jules w swojej audycji Live on Radio 1, Tiësto w Club Life oraz Armin van Buuren w audycji A State of Trance, w której to Daylight otrzymał miano Future Favorite.
Po tych sukcesach Yuri otrzymał propozycje współpracy z takimi wytwórniami, jak Flashover, Armada, AVA, Premier, Black Hole, Infrasonic czy Unyearthed oraz takimi producentami, jak Matt Darey, Cosmic Gate, Ferry Corsten, Andy Moor, Omnia, Pulstate & Juventa czy The Blizzard.
Remiks Kane'a utworu Somnia autorstwa Pulstate & Juventa znalazł się na jednej z najlepiej sprzedających się kompilacji na świecie – Trance Nation zmixowanej przez Andy'ego Moora i wydanej przez Ministry of Sound. Remix Say Adama Tasa natomiast wspierali w audycjach radiowych m.in. Above & Beyond, Tiësto, DJ Sash, Pedro Del Mar i Myon & Shane 54.

## Życie prywatne
Yuri Kane jest żonaty z Julią Astaszową. Mają syna Michaela.

## Dyskografia

### Single
- 2010: „Right Back” (feat. Kate Walsh)
- 2010: „Around You”
- 2010: „Whirlpool”
- 2010: „Daylight” (feat. Melissa Loretta)
- 2012: „Everything About You” (with The Blizzard feat. Relyk)
- 2012: „Love Comes” (feat. Jeza)
- 2013: „Let's Fall in Love” (feat. Alexandra Badoi)
- 2014: „Obsession” (feat. Sopheary)
- 2014: „It's Time”
- 2014: „Saved You” (feat. Melissa Loretta)
- 2016: „Running Wild” (feat. Ana Criado)[6]

### Remiksy
- 2010: Trilucid – „Departures” (Yuri Kane Remix)
- 2010: Pulstate & Juventa – „Somnia” (Yuri Kane Remix)
- 2010: Adam Tas feat. Sopheary – „Say” (Yuri Kane Remix)
- 2010: Sandro Peres & Hakan Ludvigson feat. Marcie Joy – „Read My Mind” (Yuri Kane Remix)
- 2011: Luke Terry feat. Helen Sylk – „Cloudbreak” (Yuri Kane Remix)
- 2011: The Blizzard & Omnia – „My Inner Island” (Yuri Kane Remix)
- 2011: Cosmic Gate feat. Tiff Lacey – „Open Your Heart” (Yuri Kane Remix)
- 2012: Solis & Sean Truby feat. Fisher – „Love Is the Answer” (Yuri Kane Remix)
- 2013: Andy Moor & Daniel Paul Davis – „Ordinary People” (Yuri Kane Remix)
- 2014: Roman Messer feat. Christina Novelli – „Frozen” (Yuri Kane Remix)
- 2015: Barakooda – Default Gateway (Yuri Kane Remix)
- 2016: Roman Messer feat. Eric Lumiere – Closer (Yuri Kane Remix)[6]